# Nigrische Patriotische Bewegung
Die Nigrische Patriotische Bewegung (französisch: Mouvement Patriotique Nigérien, Kürzel: MPN-Kiishin Kassa) ist eine politische Partei in Niger.

## Geschichte
Die Nigrische Patriotische Bewegung wurde von Ibrahim Yacouba gegründet, der im August 2015 aus der Nigrischen Partei für Demokratie und Sozialismus (PNDS-Tarayya) ausgeschlossen worden war. Die Gründungsversammlung der Partei fand am 8. November 2015 in Niamey statt.
Bei den Parlamentswahlen von 2016 gewann die Nigrische Patriotische Bewegung fünf von 171 Sitzen in der Nationalversammlung. Bei den Präsidentschaftswahlen von 2016 trat Ibrahim Yacouba für die Partei an und wurde mit 4,52 % der Stimmen fünfter von fünfzehn Kandidaten.
In der nach den Wahlen von Staatspräsident Mahamadou Issoufou (PNDS-Tarayya) gebildeten Regierung gehörte die Nigrische Patriotische Bewegung der Regierungskoalition an. Sie stellte mit Ibrahim Yacouba den Außenminister und mit Sani Koubra die Kommunikationsministerin. Im April 2018 verließ die Partei die Koalition.
Sani Koubra trat aus dem MPN-Kiishin Kassa aus und wurde im Juni 2018 Parteimitglied des PNDS-Tarayya. Die MPN-Kiishin-Kassa-Abgeordnete Aïchatou Maïnassara gab im April 2019 bekannt, entgegen der neuen Parteilinie Staatspräsident Issoufou unterstützen zu wollen. Der MPN-Kiishin-Kassa-Abgeordnete Abdourahamane Oumarou verzichtete im September 2020 auf sein Mandat und gründete kurz darauf mit der Union panafrikanischer Patrioten (UNPP-Incin Africa) seine eigene Partei.
Aus den Parlamentswahlen von 2020 ging die Nigrische Patriotische Bewegung mit sechs von 171 Sitzen in der Nationalversammlung hervor. Der Parteivorsitzende Ibrahim Yacouba trat bei den Präsidentschaftswahlen von 2020 an und wurde mit 5,38 % der Wählerstimmen fünfter von 30 Bewerbern um das höchste Amt im Staat.